# Ablació amb catèter
L'ablació amb catèter és un procediment que s'utilitza per eliminar una via elèctrica defectuosa de seccions del cor d'aquells que són propensos a desenvolupar arrítmies cardíaques com ara fibril·lació auricular, aleteig auricular i síndrome de Wolff-Parkinson-White. Si no es controlen, aquestes arrítmies augmenten el risc de fibril·lació ventricular i aturada cardíaca sobtada. El procediment d'ablació es pot classificar per la font d'energia: ablació amb radiofreqüència i crioablació.

## Tècnica
L'ablació amb catèter consisteix en introduir diversos catèters flexibles als vasos sanguinis del pacient, normalment a la vena femoral, vena jugular interna o vena subclàvia. A continuació, els catèters s'avancen cap al cor. Aleshores s'utilitzen impulsos elèctrics per induir l'arrítmia i s'utilitza l'escalfament local o la congelació per ablacionar (destruir) el teixit anormal que està causant l'arrítmia.